# Amazonides berioi
Amazonides berioi là một loài bướm đêm trong họ Noctuidae.